# Mario Beut Padrós
Mario Beut Padrós   (Arenys de Mar, 5 de maig de 1933 - Barcelona, 6 d'agost de 2022) fou un periodista, locutor, presentador i actor de doblatge català, fill dels cantants i actors Mariano Beut Martínez i Carme Padrós.

## Biografia
Després d'estudiar Dret, inicià la seva carrera radiofònica passant per nombroses cadenes, com ara Ràdio Miramar, Ràdio Barcelona, la Cadena SER i la COPE, on va seguir en actiu el 2008. Paral·lelament, va desenvolupar una trajectòria professional com a actor de doblatge, prestant la seva veu a actors com Jean-Paul Belmondo i Sidney Poitier.
Quant a la seva tasca en televisió, va ser un dels pioners a assolir una gran popularitat, sobretot durant la dècada del 1960, presentant tota mena d'espais culturals, d'entreteniment o concursos.
El 1958 se li va atorgar el Premi Ondas com a millor actor per la seva feina a Ràdio Barcelona, i el 1960 el de millor locutor.

## Trajectòria televisiva
- Ayer noticia, hoy dinero (1961)
- Busque su pareja (1964)
- Tarjeta de visita (1964)
- La unión hace la fuerza (1964)
- Sonría, por favor (1964-1965)
- Verbena (1965)
- La palabra más larga (1966)
- Club mediodía (1967)
- Clan familiar (1968)
- La mar, ese mundo maravilloso (1968)
- Visto y oído  (1972)
- Conocemos España (1978)